# 크리스 헌터 (배우)
크리스 헌터(Chris Hunter, 1987년 7월 3일~)는 미국의 배우이다.

## 출연 작품
- 버팔로 드림스 (2005)
- 아메리칸 블랙 뷰티 (2005, American Black Beauty)
- 필 오브 더 퓨쳐 (2004)